# WXLV-TV
WXLV-TV（チャンネル45）は、アメリカ・ノースカロライナ州ウィンストン・セーラムに認可されたテレビ局で、ピードモント・トライアド地域のABC提携局として機能している。グリーンズボロの認可を受けたマイネットワークTV提携局WMYV（チャンネル48）と並んで、シンクレア・ブロードキャスト・グループによって所有されている。両局はウィンストン・セーラムのマイヤー・リー・ドライブ（Myer Lee Drive、国道421号線沿い）にあるスタジオを共有しているが、WXLV-TVの送信所はランドルマン（I-73/国道220号線沿い）にある。
チャンネル45は、キリスト教向けのテレビ局の「WGNN-TV」として1979年に放送を開始した。1980年にテレビジョン・コーポレーション・ステーションズ（Television Corporation Stations、後にTVXブロードキャスト・グループに改名）に売却され、コールサインを「WJTM-TV」に変更し、トライアド初の総合エンターテインメント独立局となった。1984年にガンマンがゼネラルセールスマネージャーを殺害したため、TVXは彼のイニシャルを取り入れて「WNRW」と改名した。1986年に市場初のFOX提携局となり、その後、TVXは隣接するローリー市場で放送局を獲得するために、1986年にWNRWをアクトIIIブロードキャスティングに売却した。アクトIIIでは、1991年に同局のスケジュールと番組編成をグリーンズボロの独立局WGGTと組み合わせて、同時放送を作成した。
1995年、地域のABC提携局WGHPが FOXに切り替わった結果、チャンネル45は新しいコールレター「WXLV」の下でABC提携局となり、ローカルニュース番組の放送を開始した。また、UPNとの二次的な提携も開始し、翌年同時放送が分割された際にはUPNがチャンネル48の主要番組となった。1998年にシンクレアが買収した。WXLVのローカルニュース番組は、トライアド内の確立された放送局に対抗することができなかった。2002年1月にシンクレアはローカルニュース部門を閉鎖した。それ以来、シンクレアは、最初は『ニュースセントラル』サービスの一部として、次にケーブルニュースチャンネル「News 14 Carolina」（後のSpectrum News North Carolina）で、そして2021年からはテキサス州のシンクレア放送局で地元のリポーターとアンカーを使って、WXLV向けに小規模なニュース番組を導入してきた。

## 独立局・FOX提携局として

### WGNN-TV・WJTM-TV：設立
1976年2月、グッド・ニュースTVネットワーク（Good News TV Network）は連邦通信委員会（FCC）にウィンストン・セーラムに新しい商業テレビ局を建設するための建設許可を申請し、同委員会は1977年8月に許可を与えた。地元のカルバリー・バプテスト教会（Calvary Baptist Church）が、提案されている放送局の建設のために13万9,000ドル（2023年時点の$744,000と同等）を確保することを投票で決めた後、グッド・ニュースTVが設立された。取締役の1人はセーラム・コミュニケーションズの創設者であるスチュアート・エパーソンだった。当初、キリスト教の宗教番組といくつかの世俗的な古典映画を非営利ベースで運営することが提案されていたが、最終的には一部の商業広告を受け入れることを決定した。機器の配送と設置の遅れにより、開局は1978年から1979年に延期され、また、機器設置業者との支払い紛争を解決する必要もあった。ウィンストン・セーラムのワコビア・ビルディングとその最上階のスタジオにある送信所から、WGNN-TVの番組テストが1979年9月22日に始まった。
グッド・ニュースTVネットワークは放送開始の直前に、ウィンストン・セーラムの生地店チェーン、ピース・グッズ・ストアズ（Piece Goods Stores）の子会社に放送局の建設許可を売却していた。グッド・ニュースTVネットワークが同局を放送するための資金が不足した時、ピース・グッズが介入した。ピース・グッズの経営者である双子の兄弟ダドリー（Dudley）とジョン・シムズ（John Simms）も放送に出演し、保守的な性格の強い論説を展開した。シムズ兄弟がチャンネル45を収益化しようとしたため、同局の番組は、性的言及や暴力を含む映画など、かつて宣伝されていた宗教色が強い家族向けのラインナップよりも中道的なものとなった。しかし、視聴者の1%以上を惹きつけることはなかった。
1980年、ピース・グッズはWGNN-TVの85%と運営管理権を、バージニア州ハンプトン・ローズ地区の投資家が支配するノースカロライナ・テレビジョン・コーポレーション（Television Corporation of North Carolina）に売却した。ノーフォークのWTVZに次いで、テレビジョン・コーポレーション・ステーションズ（Television Corporation Stations、略称TVX 、後にTVXブロードキャスト・グループに変更）が所有する2番目の放送局だった。シムズ兄弟は放送から姿を消し、一方TVXはより良い番組を模索し、より強力な送信施設をソーラタウン山（Sauratown Mountain）に建設すると発表した。1980年10月20日、TVXがノーフォークでWTVZの競争力を即座に高めた番組スタイルをウィンストン・セーラムに持ち込もうとしたため、コールレターは「WJTM-TV」に変更された。1981年4月に送信所がソーラタウンに移転した直後、そしてその前でさえ、視聴率は僅かに上昇し、同時にスタジオも現在の場所に移転した。TVXが引き継いだにもかかわらず、ピース・グッズは、売却前に同局が銀行に対して負っていた負債をめぐって訴訟に直面していることに気づいた。

### 1984年の人質事件とWNRWへのコールサイン変更
1984年6月5日、32歳のロネル・レバーン・ジャクソン（Ronnell Leverne Jackson）はウィンストン・セーラムにあるWJTM-TVのスタジオに車で向かった。ジャクソンは、同局のゼネラルセールスマネージャーである48歳のウィリアム・ノーバート・リスミラー（William Norbert Rismiller）を射殺した後、秘書を誘拐し、住んでいた大叔母の家に連行した。以前に同局への要求が失敗に終わっていたが、人質を取ったジャクソンはウィンストン・セーラムの放送局WXII-TVが謝罪すれば降伏することに同意した。ジャクソンは、この2局と彼らが放送していたキリスト教テレビ番組『ザ700クラブ』がテレビを通して自身を監視していると信じていた。WXIIは地元のケーブルシステムと協力して偽の謝罪を自宅に放送し、その日の午後、6時間以上後に人質を解放した。殺人事件の2日後、TVXはWJTM-TVのコールサインの変更を「WNRW」（William Norbert Rismiller, Winston-Salem）に申請し、6月25日に発効し、「ブロードキャスティング」などの出版物に追悼広告が掲載された。同局の警備も強化された。

### アクトIIIの所有権とFOXへの所属
1985年8月、TVXはローリーの独立局であるWLFLを買収すると発表し、両放送局の信号が重複していたため、買収を完了するには小規模市場のWNRWを売却する必要があると予想した。当時のFCC規則では、受信可能エリアの一部を共有する放送局の所有を一般的に禁止していた。FCCは1986年2月にWLFL取引を承認し、TVXにWNRWを売却するまで12ヶ月の猶予を与えた。11月、TVXはFCCに対し、同局をテレビプロデューサーのノーマン・リアが所有する新しい放送グループであるアクトIIIブロードキャスティングに1,100万ドル（2023年には31万ドルに相当）で売却するよう申請した。1986年中、同年10月9日にFOXが開局された時、WNRWは市場初の同ネットワーク提携局にもなった。
トライアドの独立局であるWNRWは単独ではなかった。1981年に、WGGTはグリーンズボロのチャンネル48を再開させた。しかし、1986年末から、WGGTはシンジケート番組の高額な購入の負担を負って、数年に及ぶ破産手続きを戦い始めた。破産から脱却できたのは1991年7月のことだった。2ヶ月後の9月、WNRWとWGGTは、放送日のほぼ全てを同時放送する契約に署名し、この組み合わせを「super station（スーパーステーション）」と称した。WNRW-WGGTも1995年1月にUPNの二次提携局になった。

## WXLV-TV：ABC提携局

### ABCに切り替えてニュースを開始
1994年5月23日、FOXとニュー・ワールド・コミュニケーションズの間の契約の一環として、ハイポイントを拠点とするABC提携局のWGHP（チャンネル8）がABCからFOXに変更されることが発表された。この契約により、WNRW-WGGTはFOX提携局となり、ネットワークが移転した後の将来は不透明となり、ABCはトライアドの加盟局を持たなくなった。その間、『NFL on Fox』の最初のシーズン中に、同局はファンが毎週どのNFCフットボールの試合をテレビ放送するか電話で投票できるようにする措置を講じた。FOXが試合を各放送局に割り当てていたため、これは特に異例だった。グリーンズボロの「ニュース&レコード」がFOXスポーツのメディアリレーションズディレクターにインタビューした時、「彼らは何をしているんだ?」と反応した。
トライアド市場における所属切り替えのタイミングは主に、ニュー・ワールドがWGHPと行わなければならなかった放送局所有権の調整によって左右された。15局のオプションがあったため、ニュー・ワールドは当時施行されていた12局の制限を3局超えていた。1995年2月、WGHPは最終的にABCに対しネットワークからの離脱計画を6ヶ月前に通知し、WNRW-WGGTが直ちに市場における新しいABC提携局として指定された。
ABCのチャンネル45と48への参入には、ローカルニュースルームを開始する計画が伴った。1995年5月、初のニュースディレクターを雇用し、スポーツキャスターのジョニー・フェルプス（Johnny Phelps）を除いて、殆どが業界外からの合計33人が、ニュース番組の制作とプレゼンのために雇用された。チャンネル45がニュースルームの人員を増強したため、放送局は売却された。6月に、アクトIIIブロードキャスティングはABRYブロードキャスト・パートナーズ（ABRY Broadcast Partners）と合併し、同社は、旧アクトIIIのポートフォリオを管理するABRYとの合弁事業であるサリバン・ブロードキャスティング（Sullivan Broadcasting）の運営に、クリア・チャンネル・コミュニケーションズのテレビ部門社長のダン・サリバン（Dan Sullivan）を任命した。
ウィリアム・リスミラー殺害事件から11年後、WNRWはABC提携局としての新たなアイデンティティを確立するためにコールレターの変更も模索した。リスミラーの未亡人との話し合いの後、ABC提携局となる日である1995年9月3日にコールサインを「WXLV-TV」に変更すると発表したと同時に、彼の名前で奨学金を設立し、追悼のためにニュースルームを捧げる計画が発表された。WXLVのコールサインを既存のユーザーであるペンシルベニア州のリーハイ・カーボン・コミュニティ・カレッジのFMラジオ局から共有する許可を得るために、中古のオーディオボードを寄贈した。
創設ニュースディレクターのクリス・ヒューストン（Chris Huston）は、ウィンストン・セーラム、グリーンズボロ、ハイポイントへの注目を脇に置き、地域の報道と問題に焦点を当てると約束した。しかし、ABCの全国的な地位が高いにもかかわらず、視聴者はWXLVの新しい6:00、18:00、23:00のローカルニュース番組に集まらなかった。WFMYとWXIIは23:00にニュース視聴者の28%と25%を集めたが、WXLVは僅か5%を集めた。11:30のニュース番組がテストされたが、視聴率を獲得できず、13週間後に打ち切られた。
5年後の1996年9月1日、チャンネル45と48の同時放送は解消され、チャンネル48はフルタイムのUPN提携局WUPNとして個別の番組を取り戻した。

### シンクレアの買収、ニュース部門の閉鎖
1998年、シンクレア・ブロードキャスト・グループはサリバン・ブロードキャスティングを買収した。また、所有者であるミッション・ブロードキャスティングに代わってWUPNを番組化するというサリバンのローカルマーケティング契約も引き継いだ。シンクレアは当初、WXLVのニュース事業に投資した。費用を節約するために、1997年3月に朝のニュース番組を終了した。シンクレアへの売却後、朝のニュースを復活させ、WXLV用に新しい機器を購入した。新しいリードイン『ジェリー・スプリンガー・ショー』は他の3局の17:00のニュース番組を上回り、WXLVの18:00のニュース視聴率を僅かに引き上げるのにも貢献した。
しかし、視聴率で既存の放送局に挑戦するという点で殆ど進歩が見られなかったため、シンクレアはニュースルームでの業務を減らした。2000年11月、18:00と23:00の放送に注目を集めるため、朝と週末のニュース番組を終了し、フルタイムの従業員10人を解雇した。2001年中に新しいニュースセットと2台の新しい車両が取得され、WXLV-TVはさらに25,000人の視聴者を追加することを期待して、パイロットマウンテン（Pilot Mountain）からグリーンズボロの敷地に移転することを希望した。それには、18:00のニュース番組がWTWB-TVの『ドリュー・キャリー・ショー』の再放送によって過小評価されていたため、視聴者が必要だった。しかし、そんなはずはなかった。2002年1月2日、同年1月11日に最後のニュース番組を放送し、さらに35人の従業員を解雇すると発表した。ゼネラルマネジャーのウィル・デイビス（Will Davis）は、経済低迷と低視聴率のせいでニュース部門は2001年に利益を上げていないと指摘した。

### ニュースセントラル
本格的なニュース部門は廃止されたが、シンクレアの新たな企業イニシアチブにより、2002年が終了する前にトライアドの放送局でのニュース番組の復活が検討の俎上に上った。同社は、ニュースを制作していないシンクレアの放送局にサービスを提供するために設計された、全国と地方のハイブリッドニュースサービス『ニュースセントラル（News Central）』を開始した。2003年7月、WUPNは『ニュースセントラル』を開始させ、他の同種のニュース番組と同様、ウィンストン・セーラムのアンカーが読むローカルニュースと、メリーランド州ハントバレーにあるシンクレア本社からの全国ニュースや天気予報を組み合わせたものであった。2004年1月、2番目の『ニュースセントラル』が開始し、この時はWXLVで23:00から放送された。同番組は2005年8月10日まで放送されたが、その後ニュースルームは閉鎖され、22人が職を失った。22:00の時点で、WUPNのニュース番組の視聴率は2%だったが、WGHPの視聴率は15%だった。23:00のニュース番組も視聴者の2%を引き付け、19%がWXIIを視聴し、16%がWFMYを視聴した。

### 『News 14 Carolina/Time Warner Cable News on ABC 45』
2011年2月、シンクレアは、WXLV-TVやWMYVを含む17市場の28局をカバーするタイム・ワーナー・ケーブル（TWC）との再送信同意紛争を解決し、グループの搬送契約は失効したが、一時的に削除された放送局はなかった。複数年契約の一環として、タイム・ワーナー・ケーブルのローカルニュースチャンネルであるNews 14 Carolinaは、2012年からWXLV-TV向けに6:30と18:00と23:00のローカルニュース番組の制作を開始することになった。News 14の放送の目標は、ローリーでトライアド地域の記者とシャーロットの天気とスポーツの記者と共に制作され、チャンネル45にニュース番組を提供しながら、タイム・ワーナーの非加入者にケーブルニュースサービスを宣伝することだった。News 14 Carolinaは2013年に「Time Warner Cable News North Carolina」に、2016年に「Spectrum News North Carolina」に改名された。
この間、WXLVの将来の所有権が疑問視された。2017年5月8日、シンクレアはWGHPの所有者であるトリビューン・メディアを買収する契約を締結した。同社はWGHPとWMYVを維持し、WXLV-TVと他の8局をスタンダード・メディア・グループに売却するつもりだった。この取引は2018年7月にFCC行政法判事による審問対象に指定され、トリビューンは翌月に取引の解除に動いた。

### 自局ニュース番組の復活
ニュース制作を自局で行うことを見越して、Spectrum Newsのニュース番組は2019年に放送を終了した。シンクレアは、2021年1月にローカルニュースをWXLVに戻し、平日18:00と23:00に放送すると発表した。ニュース番組はサンアントニオの姉妹局KABBで制作され、2024年1月にシンクレアを離れるまでKABBアンカーのカミラ・ランバルディ（Camilla Rambaldi）が出演していた。

## 技術情報

### サブチャンネル
信号は多重化されている。
| チャンネル | 解像度 | アスペクト比 | ショートネーム | 番組編成                   |
| ---------- | ------ | ------------ | -------------- | -------------------------- |
| 45.1       | 720p   | 16:9         | WXLV HD        | メインWXLV-TV番組/ABC      |
| 45.2       | 480i   | 16:9         | TBD            | TBD                        |
| 45.3       | 480i   | 16:9         | CHARGE         | チャージ!                  |
| 45.4       | 480i   | 16:9         | TheNest        | ザ・ネスト                 |
| 48.1       | 720p   | 16:9         | WMYV           | マイネットワークTV（WMYV） |

WXLV-TVとWMYVは市場で最初にデジタルのみの放送送信に移行した放送局であり、2009年2月17日に閉鎖された。デジタル信号は移行前のUHFチャンネル29に残り、仮想チャンネル45を使用した。